# Mogrósido

Fórmula estructural de mogrosida 2 E.

Un mogrósido es un compuesto químico, y lo constituye un glicósido de derivados de cucurbitano. Se encuentran en ciertas plantas, como el fruto de la calabaza,  y en Siraitia grosvenorii. Ellos son:
- Mogrósido II A1[2]
- Mogrósido II B[2]
- 7-Oxomogrósido II E[2]
- 11-Oxomogrósido A1[2]
- Mogrósido III A2[2]
- 11-Deoximogrósido III[2]
- 11-Oxomogrósido IV A[2]
- Mogrósido V[1]
- 7-Oxomogrósido V[2]
- 11-Oxo-mogrósido V[1]
- Mogrósido VI

Fórmula estructural del Mogrósido 5.

Fórmula estructural del mogrósido 6

La mayoría de estos compuestos son solubles in etanol.

## Usos
Algunos mogrósidos son edulcorantes naturales. La mezcla de mogrósido puro extraído de la fruta de S. grosvenorii es 300 veces más dulce que el azúcar. El mogrósido-5 puro puede ser  hasta 400 veces más dulce.
Los mogrósidos también han sido investigados como posibles  agentes contra el cáncer.
Los mogrósidos se utilizan en diversos productos edulcorantes naturales tales como Norbu edulcorante, disponible en Australia desde 2013.